# Arthonia sanguinea
Arthonia sanguinea är en lavart som beskrevs av Willey. Arthonia sanguinea ingår i släktet Arthonia och familjen Arthoniaceae.   Inga underarter finns listade i Catalogue of Life.